# Tundra de les Illes de l'Oceà Índic Meridional
La Tundra de les illes de l'Oceà Índic meridional és una ecorregió terrestre de tundra que inclou diverses illes subantàrtiques al sud de l'oceà Índic.

## Ubicació i descripció
L'ecoregió s'estén des de les illes del Príncep Eduard a l'oest, passant per les illes Crozet fins a les illes Kerguelen 1.500 km a l'est, i inclou el volcà actiu Heard i les illes McDonald properes.

## Flora
Aquestes illes rocoses donen suport a una varietat de vegetació, com ara les herbes de Tussock, que s'han adaptat a les condicions nevades i gelades. Hi ha una sèrie d'espècies vegetals endèmiques com ara Poa cookii i la Pringlea antiscorbutica, (com explica el nom específic, històricament una font de vitamina C per als mariners, es troba a totes les illes de l'ecoregió. També hi ha una sèrie de líquens i hepàtiques endèmiques.

## Fauna
Les illes acullen ocells i insectes com papallones, heteròcers, morruts i aranyes, així com fauna típica dels oceans del sud com pingüins, foques i ocells marins. Aquesta ecorregió és un gresol on coexisteixen espècies i subespècies antàrtiques i subantàrtiques, per exemple aquí es poden trobar totes les següents: albatros fumat (Phoebetria fusca), albatros de mantell clar (Phoebetria palpebrata), petrell gegant subantàrtic, el petrell gegant antàrtic (Macronectes giganteus), l'ós marí antàrtic (Arctophoca gazella) i l'os marí subantàrtic (Arctophoca tropicalis) a les illes del Príncep Eduard, Crozet i Heard.
Entre els ocells vulnerables o en perill d'extinció n'hi ha tres endèmics, l'ànec d'Eaton, l'albatros viatger i el xatrac de les Kerguelen (Sterna virgata), així com una sèrie d'albatros (P. palpebrata, P. fusca, albatros becgroc del Pacífic, l'albatros capgrís i albatros cellanegre, tres pingüins: emplomallat, crestadaurat i de corona blanca. Dos petrells i dues baldrigues (els dos petrells gegants, la baldriga de Gmelin i la baldriga de barbeta blanca).

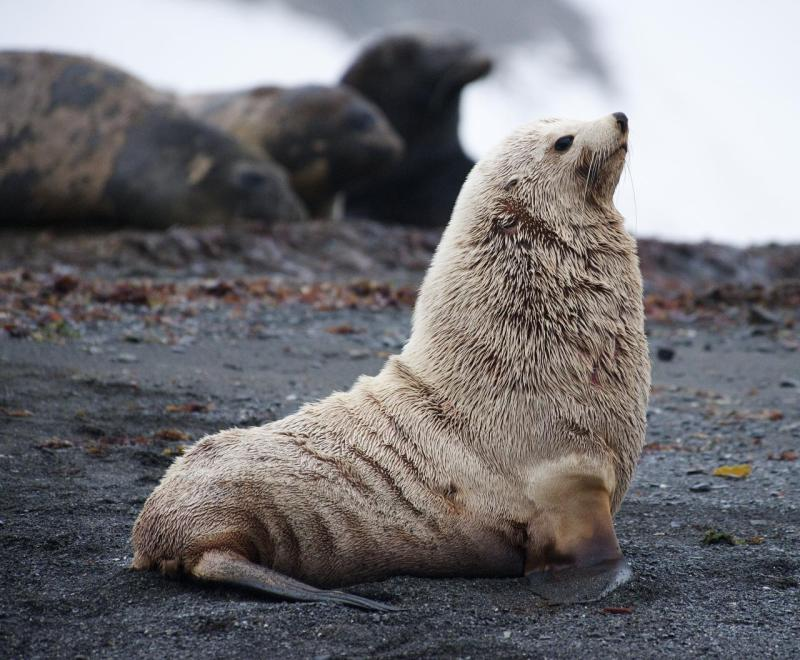
Individu del gènere Arctocephalus. Illa de Georgia del Sud. (No pertany a l'ecoregió).

Altres ocells reproductors inclouen el colom antàrtic becnegre i moltes aus marines: paràsit subantàrtic, gavià de Lichtenstein, petrell prió becgròs, petrell prió antàrtic, prió becfí, petrell prió beccurt, xatrac antàrtic, petrell del Cap, ocell de tempesta ventrenegre, ocell de tempesta dorsigrís, petrell blau, ocell de tempesta de Wilson, petrell cabussador comú, petrell cabussador de Geòrgia del Sud, petrell alagran, petrell capblanc i petrell suau.
Les colònies d'ocells marins més grans es troben a les illes del Príncep Eduard, seguides de les illes Crozet, que tenen colònies reproductores de les sis espècies d'albatros i més de la meitat de la població mundial de pingüins reials.
A més de les dues espècies d'ós marí hom pot trobar la foca lleopard, la foca de Weddell, l'elefant marí meridional i la foca menjacrancs. Individus de les dues espècies d'os marí i l'elefant marí meridional es reprodueixen a la regió, i n'augmenten en nombre ara que la caça s'ha aturat, mentre que un gran nombre de foques lleopard hivernen a les roques de l'illa Heard. La colònia d'elefants marins del sud a l'illa Heard i les Kerguelens és una de les tres més grans del món.

## Amenaces i conservació
Aquestes illes aïllades es troben relativament verges, però la seva fauna no és molt variada i, per tant, pot ser ràpidament danyada per qualsevol activitat humana i particularment per espècies introduïdes tant de plantes com d'animals. Per exemple, les herbes introduïdes s'han apoderat de zones d'algunes illes, mentre que els animals aliens com ara arnes, salmó, ànec collverd, conills, rens, ovelles i cabres han danyat els ecosistemes de les illes. Els gats i els ratolins són un problema particular, ja que tots dos depreden colònies d'ocells marins reproductors. Una altra amenaça particular és el perill per als ocells marins capbussadors capturats per la pesca amb palangre de la nototènia negra als mars dels voltants de les illes; L'albatros de cap gris i el petrell de barbeta blanca han estat especialment danyats per aquesta indústria, ja que habitualment segueixen els vaixells de pesca.